# Sol Gubin
Sol Gubin (* 11. Juli 1928; † 15. Mai 1996 in Los Angeles) war ein US-amerikanischer Jazz- und Studiomusiker (Schlagzeug, Vibraphon, Perkussion).

## Leben und Wirken
Gubin besuchte 1937 bis 1939 die Schule in Atlantic City und arbeitete ab den frühen 1950er-Jahren in der amerikanischen Musikszene; erste Aufnahmen entstanden 1955 mit Johnny Richards. In den folgenden Jahren spielte er u. a. in den Orchestern von Hal McIntyre, Tex Beneke, Charlie Barnet, mit dem Gene Quill-Dick Sherman Quintet, Gene Roland/Clark Terry, Neal Hefti, Teddy Wilson, Elliot Lawrence, Stan Kenton, Art Farmer, Vic Schoen/Les Brown, Bucky Pizzarelli, Johnny Smith, Doc Severinsen, Benny Goodman, Zoot Sims, Bill Potts, Michel Legrand, Gary McFarland, Kai Winding, Cal Tjader, J. J. Johnson, Wes Montgomery und Walter Wanderley. 1955 gehörte er Leonard Bernsteins „Jazz Band“ an.
Außerdem war Gubin in Studioorchestern (u. a. bei Hugo Winterhalter, Buddy Bregman und Hal Mooney) als Begleitmusiker für Lucy Reed, Helen Merrill, Ann Gilbert, Julie Wilson, Tony Bennett, Teddi King, Sally Blair, Ruth Brown, Chris Connor, Buddy Greco, Carmen McRae, Jackie Paris, Carol Sloane, Joe Williams, Toots Thielemans, Esther Phillips und The Mills Brothers/Count Basie tätig.  Ab den 1970er-Jahren arbeitete er regelmäßig für Frank Sinatra, außerdem noch mit Ralph Burns, The Manhattan Transfer (The Christmas Album)  und zuletzt mit der American Jazz Philharmonic unter der Leitung von Jack Elliott. Im Bereich des Jazz war er zwischen 1954 und 1992 an 122 Aufnahmesessions beteiligt. Gubin starb im Alter von 67 Jahren in Los Angeles.

## Diskographische Hinweise
- Sol Gubin, Don Lamond, Mel Lewis, Charlie Persip & Teddy Sommers: The Cats Go Wild! (United Artists Records, 1962)